# Staart

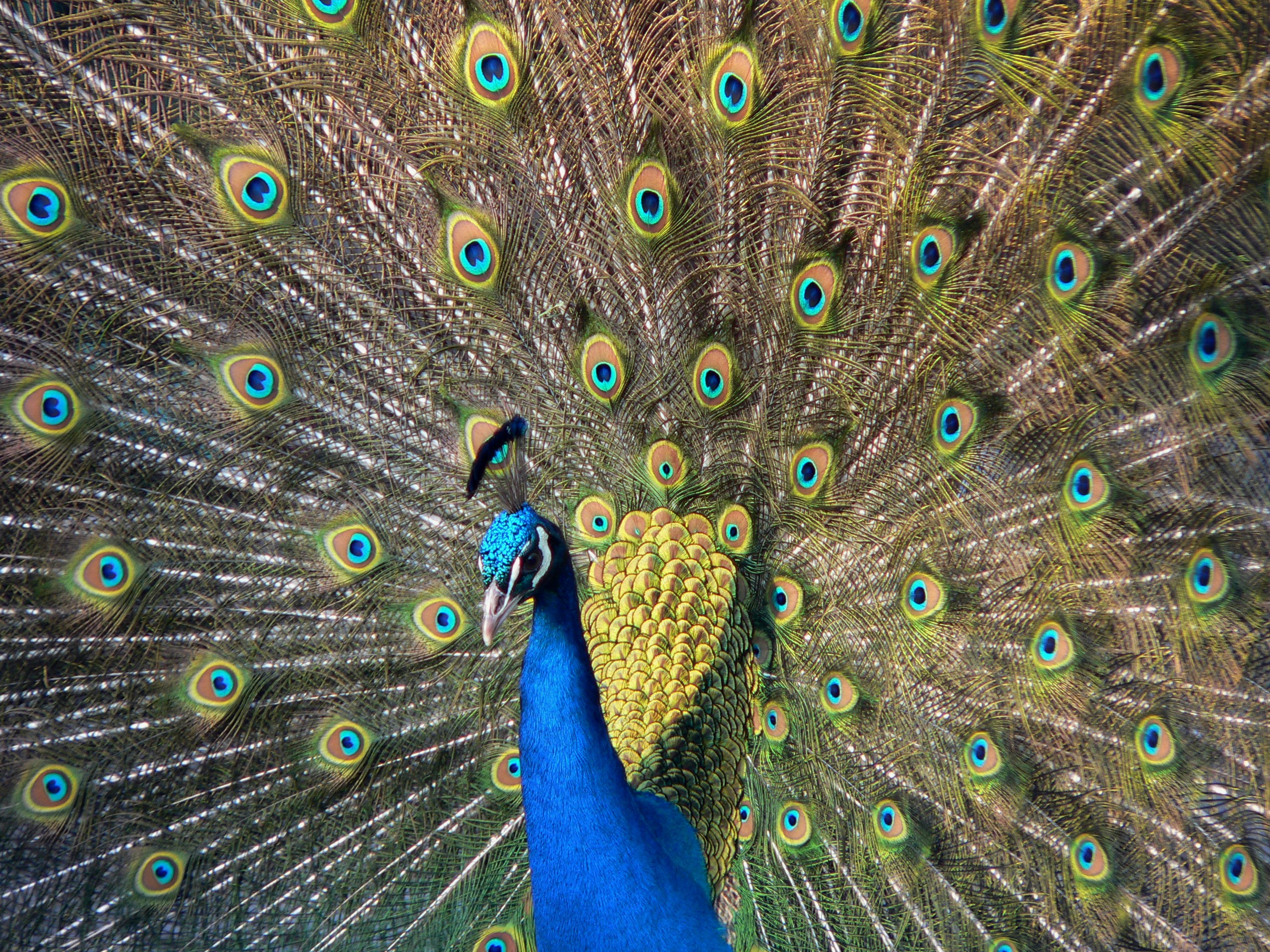
De pronkstaart van een mannetjespauw

Een staart is een extremiteit vlak boven de anus van diverse dieren. De anatomie en het voorkomen variëren sterk. De staart kan worden gebruikt voor utilitaire, defensieve en sociale doeleinden, mede afhankelijk van de anatomische bouw en het biotoop.

## Typen en natuurlijk gebruik
Bij een pluimstaart staan de haren donsachtig uiteen, zodat een schermeffect ontstaat. De wipstaart is dan weer klein en intrekbaar, en wordt wegens zijn signaalfunctie (zoals hij hertachtigen) soms vlag genoemd. Een ringstaart is lang maar vertoont gekleurde ringen. Een grijpstaart is een staart die extreem sterk en beweeglijk is, waardoor dieren zich ermee kunnen vasthouden aan takken.
Veel boomklimmers, zoals apen, gebruiken de staart om hun evenwicht te behouden, de slingeraap gebruikt de staart als roer en 'vijfde ledemaat' om mee te klimmen, stokstaartjes steunen erop in ruststand, kangoeroes ook en kunnen hem zelfs als vervaarlijk slagwapen hanteren, net als bijvoorbeeld ook krokodillen en varanen doen. Onder meer hertachtigen en runderen zoals de koe verjagen er insecten zoals vliegen mee. Bij de slang is hij nauwelijks van het lijf te onderscheiden en wordt gebruikt voor de voortbeweging. Vooral sociale dieren gebruiken weleens de staart om te communiceren, onderling (vooral als alarmsignaal) of met mensen, zoals het kwispelend huisdier hond.
Ook vogels hebben een staart, bestaande uit staartveren, waarmee ze tijdens het vliegen kunnen sturen. De pluimstaart van bepaalde eekhoorns heeft dezelfde functie bij het zweefvliegen. De mannetjes van paradijsvogel, pauw en fazant zijn kampioenen in het pronken met kleurige staarten, vooral bij wijze van paringsdans.
Vooral bij reptielen en diverse ongewervelden kan de staart beschermd zijn door schubben (zoals bij hagedissen) of een pantser (zoals bij schaaldieren).
Bij sommige giftige soorten wordt de staart gebruikt als steekwapen, zoals de angel van een schorpioen en veel steekinsecten (bijvoorbeeld wesp -herbruikbaar- en -niet- bij), of als loutere afschrikking, soms vooral auditief, zoals de 'ratel' van een ratelslang.
Mensen hebben enkel een rudimentaire staart, het nutteloos geworden staartbeentje, ook wel bekend als stuit. Toch worden bij uitzondering mensen met een staart geboren. De langste staart ooit gemeten bij een mens is 33 cm.
Een van de eerste wetenschappers, die in het Nederlandse taalgebied over de staart schreef, was de bioloog Pieter Harting, die in 1856 een artikel over 'De staart der gewervelde dieren' publiceerde in Album der Natuur.

## Afbeeldingen

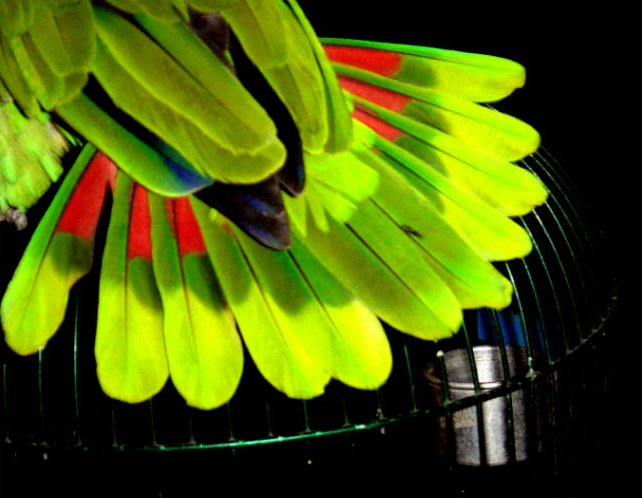
Blauwvoorhoofdamazone
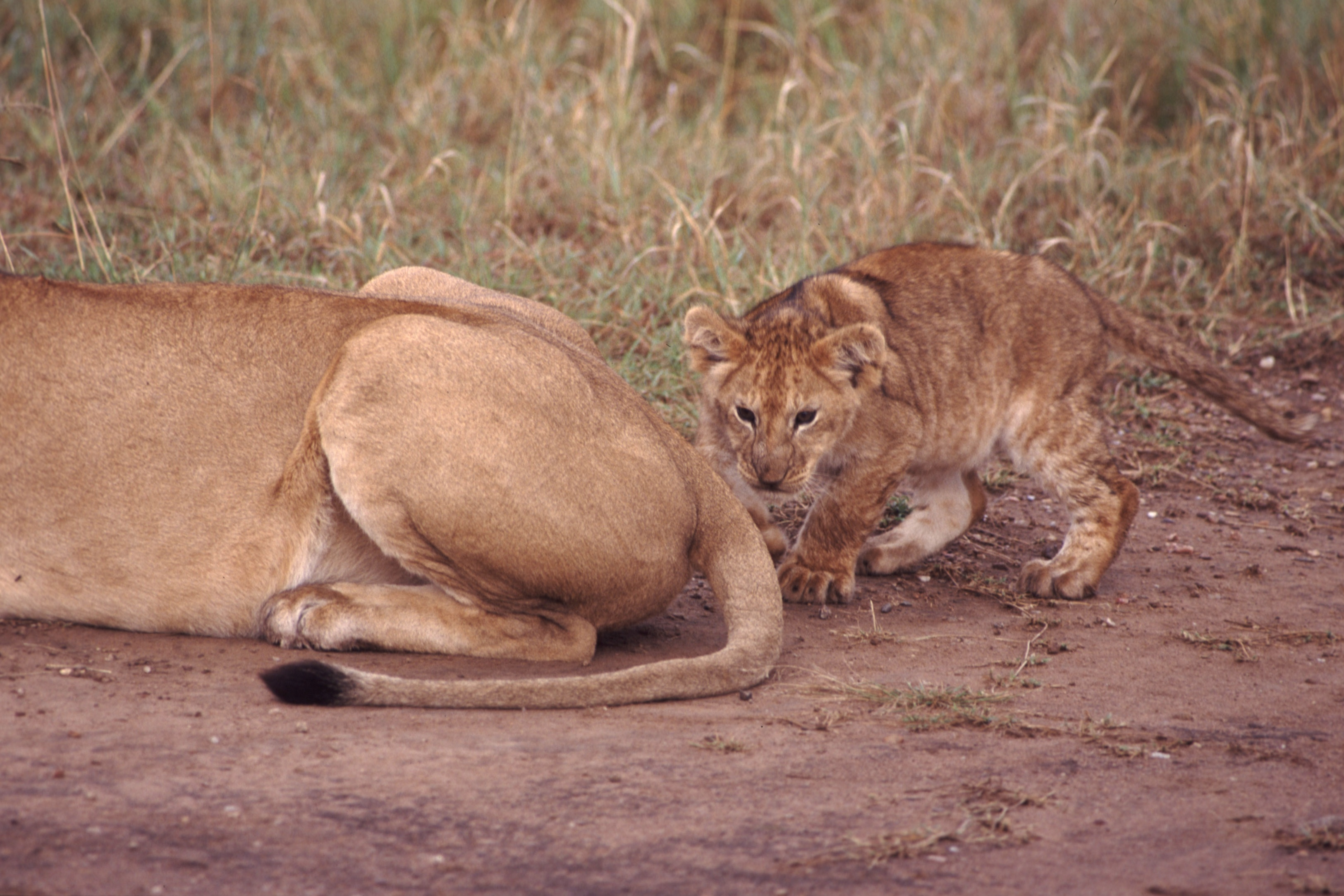
Leeuwen
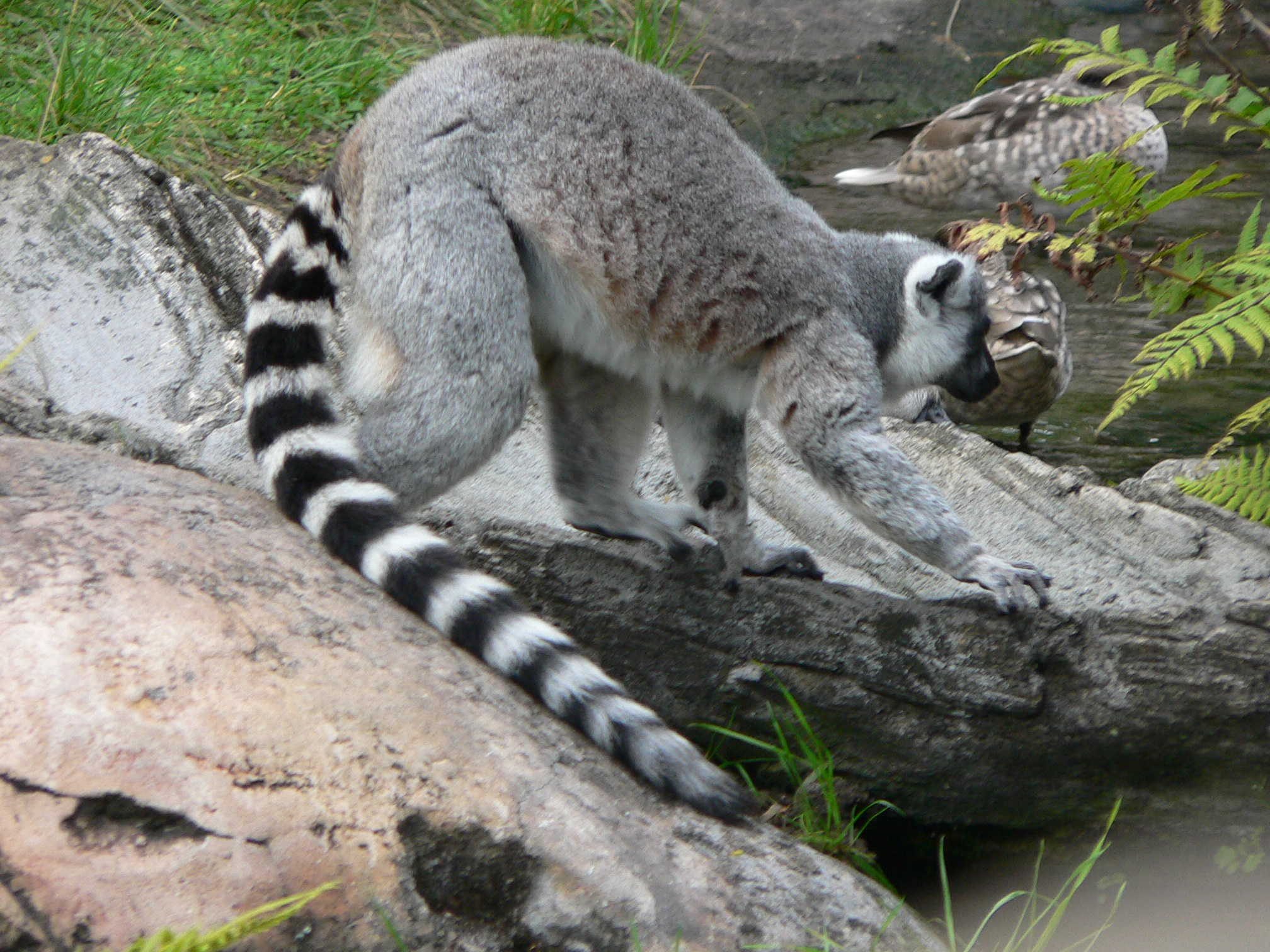
Ringstaartmaki
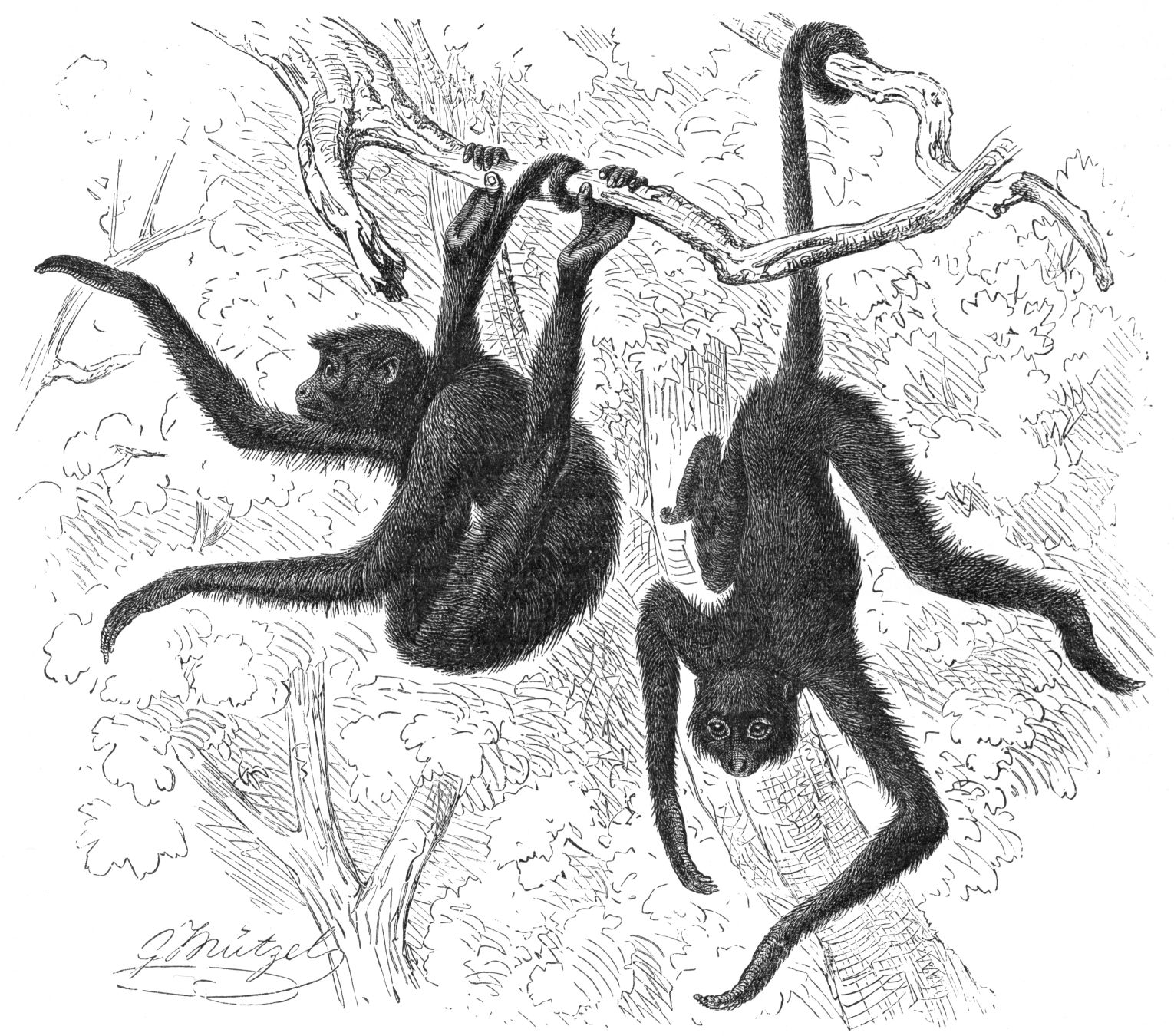
Witbuikslingeraap
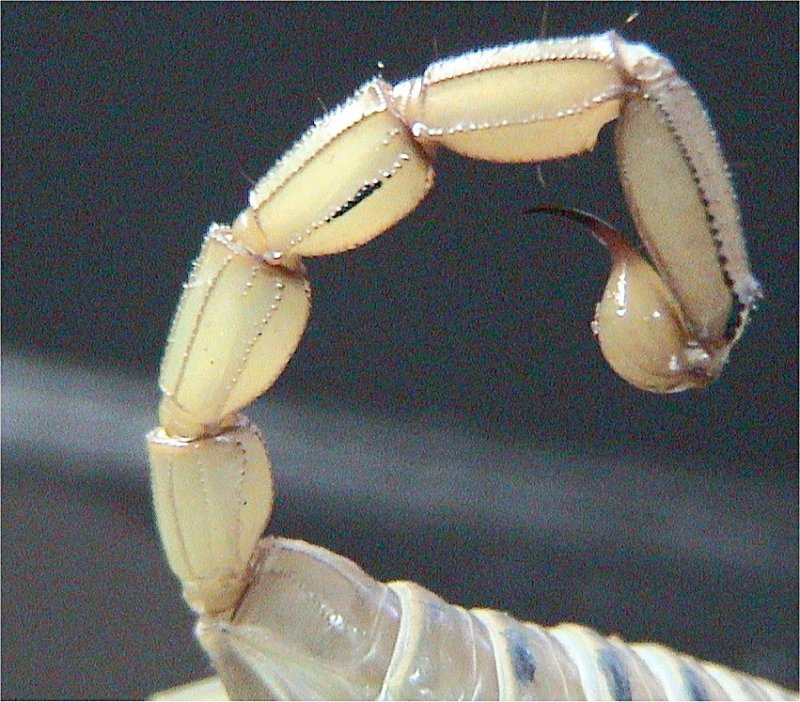
Schorpioen
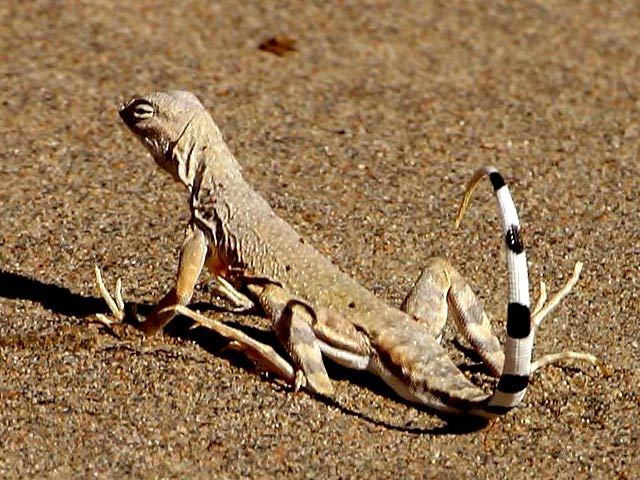
Hekstaartleguaan

## Metonymie, cultuur en symboliek
Een staart van bij elkaar gebonden haren op het hoofd heet een paardenstaart.
Een komeet wordt naar haar 'staart' (niet-solide aanhangsel) ook wel 'staartster' genoemd.
Mensen gebruiken sommige dierenstaarten ook voor diverse, vaak cultureel bepaalde doeleinden. Vooral pronkveren dienen voor decoratie of als insigne, zoals de hoofdtooi met veren bij vele indianen- en andere natuurvolkeren, maar bijvoorbeeld ook paarden- of jak-staarten zijn geschikt als militaire standaarden, cfr. de Oosterse militaire rangen pasja van één, twee of drie staarten.